# Fredepo, Córdoba
Fredepo är en ort i Mexiko.   Den ligger i kommunen Córdoba och delstaten Veracruz, i den sydöstra delen av landet, 230 km öster om huvudstaden Mexico City. Fredepo ligger 926 meter över havet och antalet invånare är 2 159.
Terrängen runt Fredepo är huvudsakligen kuperad, men den allra närmaste omgivningen är platt. Runt Fredepo är det tätbefolkat, med 550 invånare per kvadratkilometer. Närmaste större samhälle är Córdoba, 5,4 km öster om Fredepo. Trakten runt Fredepo består till största delen av jordbruksmark.